# Fondazione Heinrich Böll
La Fondazione Heinrich Böll (hbf; Tedesco: Heinrich-Böll-Stiftung e.V., hbs) è una fondazione politica tedesca. Affiliata al Partito Verde Tedesco (Alleanza 90/I Verdi), è stata fondata nel 1997 attraverso l'unione di tre Fondazioni preesistenti.
La Fondazione è stata intitolata allo scrittore tedesco Heinrich Böll (1917–1985).

## Missione e struttura

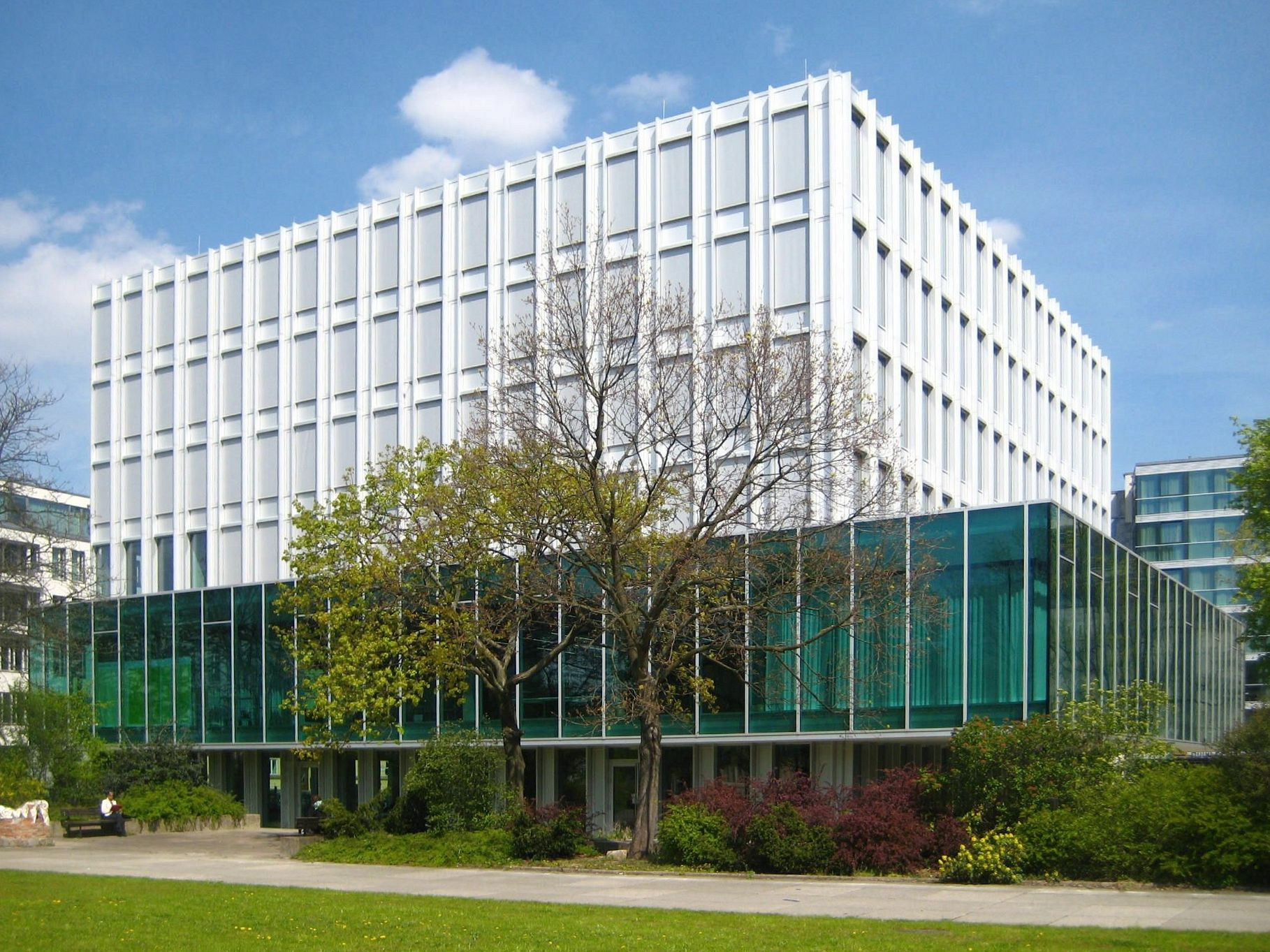
Sede della Fondazione Heinrich Böll a Berlino

La fondazione Heinrich Böll fa parte del movimento politico globale dei Verdi sin dagli anni ottanta. Si descrive come un Ente di sostegno per progetti e idee a favore dell'ambiente, come un think tank per riforme politiche, e come una rete di contatto internazionale. Nella sua dichiarazione d'intenti, la Fondazione definisce i propri scopi come segue:
Poniamo particolare enfasi nella democrazia di genere, con riferimento all'emancipazione sociale e ad uguali diritti per donne e uomini.
Siamo inoltre impegnati nel garantire uguali diritti alle minoranze culturali ed etniche e la partecipazione sociale e politica dei migranti.
Infine, promuoviamo non violenza e politiche proattive di pace.»
Con l'approvazione della famiglia Böll e del Bündnis 90/Die Grünen (il partito verde tedesco), la fondazione porta il nome dello scrittore Heinrich Böll. Secondo quanto riportato nella dichiarazione di intenti, Böll ha impersonificato stile e obiettivi della Fondazione stessa: il coraggio di alzarsi in piedi per i propri diritti; la volontà di coinvolgere i cittadini nella vita pubblica; il supporto incondizionato alla dignità umana e i diritti umani. Böll ha incoraggiato altri ad essere politicamente attivi e di essere coinvolti nelle questioni comuni, come ricorda una sua famosa frase: "Intromettersi è il solo modo per mantenere una rilevanza.”
La Fondazione Heinrich Böll offre anche borse di studio per università e cicli di dottorato, così come un archivio di ricerca focalizzato sui nuovi movimenti sociali, la politica ambientale e Verde, e una sezione speciale per l'attivista politica Petra Kelly.
La Fondazione, con sede a Berlino, guida 30 uffici in quattro continenti, e ha ramificazioni in ciascuno dei 16 stati tedeschi. Dal 2002, Ralf Fücks e Barbara Unmüßig hanno guidato il Consiglio Esecutivo; Livia Cotta è l'attuale CEO.

## Storia

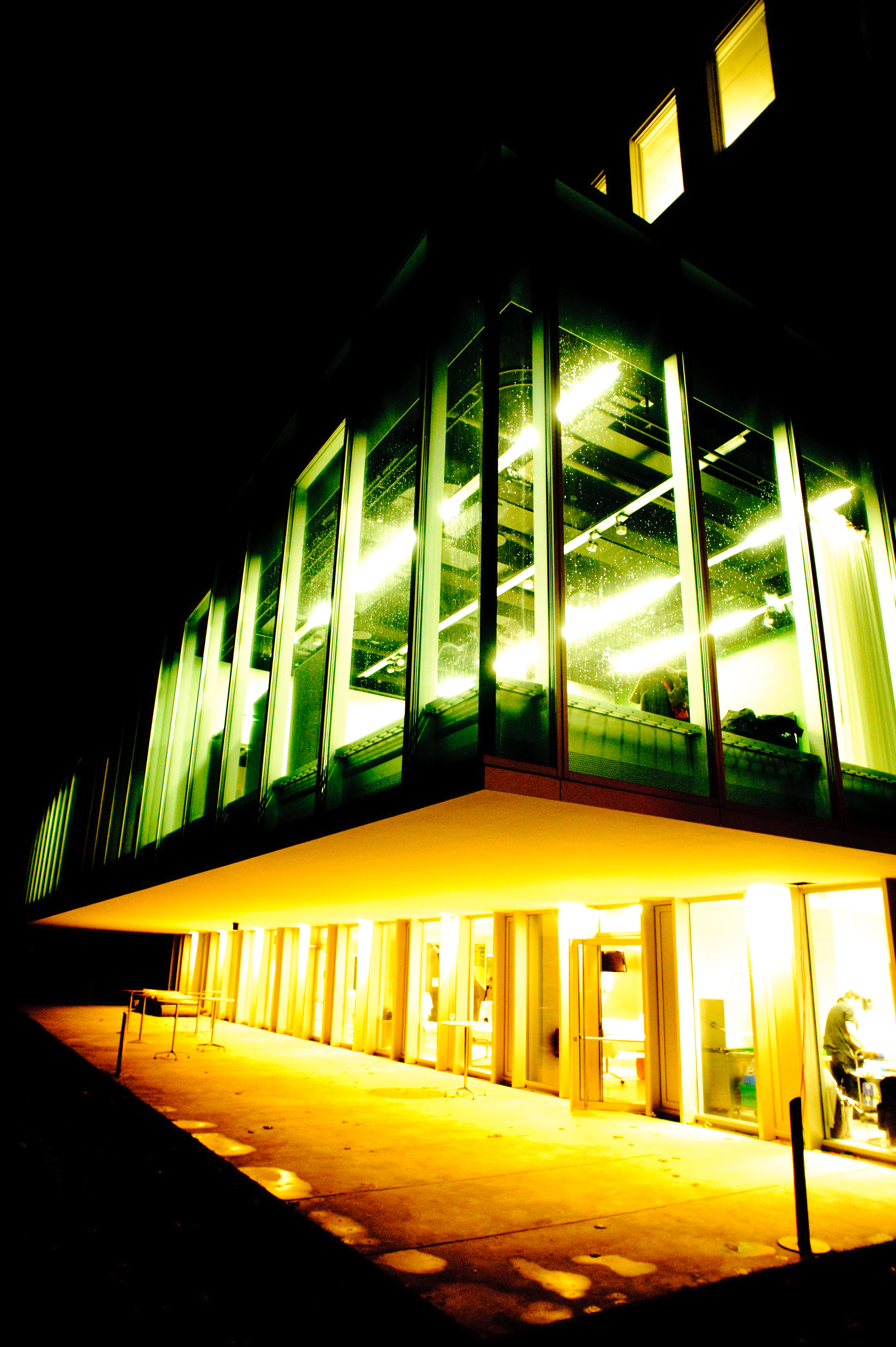
L'ingresso della sede della Fondazione Heinrich Böll

In quella che era la Germania Ovest, le fondazione a livello di Länder affiliate con il Partito Verde sono state create agli inizi degli anni ottanta. Sebbene nel 1983, un primo tentativo di creare una Fondazione nazionale si sia rivelato improduttivo, verso la fine del decennio furono costituite tre differenti fondazioni di livello nazionale, che riflettevano le differenti vedute all'interno di questa variopinta coalizione.
Si trattava della femminista Frauenanstiftung, della federazione delle fondazioni regionali Buntstift, e la Fondazione Heinrich Böll con sede a Colonia. Più tardi fu create un'organizzazione ombrello, chiamata Regenbogen, il cui scopo era di coordinare le attività delle tre diverse fondazioni. Nel 1998, il Partito Verde ha riconosciuto Regenbogen come la principale fondazione alleata del partito, rendendola idonea ad ottenere fondi governativi.
Nel marzo 1996, una convention del Partito Verde richiese che le diverse fondazioni fossero riunite in una, e la mozione fu accolta dall'Assemblea a larga maggioranza. Gli statuti definiti per questa nuova fondazione unificata definivano la democrazia di genere e le problematiche connesse a migrazione e diversità come gli ambiti centrali di attività.
Dopo un ulteriore dibattito, la nuova fondazione prese il nome da uno dei suoi predecessori, appunto la Fondazione Heinrich Böll. Il 1º luglio 1997, la neonata Fondazione Heinrich Böll ha dato il via alle sue operazioni nella sede di via Hackesche Höfe a Berlino.
Nel 2008 la fondazione si è trasferita nella sua sede attuale nel quartiere governativo della capitale tedesca. Il nuovo edificio, ad alta efficienza energetica, è stato progettato dalla società di Zurigo e2a (Eckert Eckert Architekten) con un design ispirato da due progetti di Ludwig Mies van der Rohe; la Casa Farnsworth e il Seagram Building.

## Settori di attività
La Fondazione Heinrich Böll è impegnata in un ampio novero di attività, a breve e a lungo termine. Le aree riportate di seguito emergono frequentemente nei suoi progetti e nelle sue pubblicazioni:
- Cambiamento climatico: la fondazione si concentra sul concetto di Diritto di sviluppo delle serre (GDRs), sottolineando che la frizione tra crisi climatica da una parte e sviluppo dall'altra deve essere superata attraverso la difesa della "dignità dello sviluppo", parte dell'agenda sulla protezione climatica.[16] Pubblicazioni recenti su questo tema includono l'Atlante del Carbone (Coal Atlas), che si concentra sull'impatto ambientale e sanitario dell'estrazione e dell'uso del carbone.[17]
- Gestione delle risorse: la fondazione è fautrice di un uso responsabile delle risorse, e fornisce consigli in tal senso a governi, attori politici e gruppi di interesse in tutti i paesi in cui ha sede. Un esempio di questo è il memorandum Resource Politics for a Fair Future.[18] Nel 2014, una pubblicazione ampiamente commentata dal titolo The Meat Atlas ha presentato un ampio novero di dati che dimostravano che l'attuale consumo di carne, a livello internazionale, è insostenibile.[19][20][21]
- Politiche europee: La fondazione sostiene la riforma democratica delle istituzioni europee e si impegna in una futura espansione dell'Unione Europea e nell'integrazione dei nuovi stati membri.[22][23]
- Politiche di genere e diritti LGBT: sin dalla sua nascita, le politiche e la democrazia di genere sono state priorità della fondazione, ed il suo sviluppo organizzativo, che è basato sulla parità di genere, è diventato uno standard adottato da molte altre istituzioni. Il lavoro della fondazione sui diritti LGBT ha ottenuto grande attenzione sia in Germania che nel resto del mondo.[24][25][26]
- Borse di studio: La fondazione assegna borse di studio a studenti di rilievo in Germania, sia che si tratti di cittadini tedeschi, europei o di altre nazioni del mondo, incoraggiando in particolare l'integrazione degli studenti non tedeschi nel programma. Inoltre, prevede specifici sostegni economici per i giornalisti e per viaggi di studio in Russia, Armenia, Azerbaigian, Georgia, America Centrale e Caraibi.[7][27]

## Opere pubblicate

### Libri
- Soil Atlas: Facts and figures about earth, land and fields. Pubblicato nel 2015 in collaborazione con l'Istituto per gli studi Avanzati sulla Sostenibilità, Soil Atlas traccia le interrelazioni tra la crescente richiesta di cibo e l'esaurimento dei terreni.
- Julie-Anne Richards, Keely Boom: Big Oil, Coal and Gas Producers Paying for their Climate Damage. Questo libro, pubblicato in collaborazione con il Programma per la Giustizia climatica (CJP), propone un nuovo modo di finanziare l'adattamento al cambiamento climatico - una tassa sull'estrazione di carburanti fossili che spetterebbe dai 90 maggiori inquinatori mondiali, responsabili dei due terzi di tutte le emissioni di carbone.[28]
- Ina Praetorius: The Care-Centered Economy. Rediscovering what has been taken for granted.[29]
- Il Meat Atlas (L'Atlante della carne), è un rapporto annuale sul consumo e l'industria della carne, pubblicato in cooperazione con BUND, Friends of the Earth e Le Monde diplomatique.[30]

### Collane / riviste
- Perspectives Africa[31]
- Perspectives Asia[32]
- Perspectives Middle East[33]
- Perspectives Southeastern Europe[34]
- Perspectives Turkey[35]